# Godfrey Binaisa
Godfrey Lukongwa Binaisa (Kampala, 30 maggio 1920 – Kampala, 5 agosto 2010) è stato un politico ugandese.
È stato Presidente dell'Uganda dal giugno 1979 al maggio 1980.
Dai primi anni '80 fino al 2001 ha vissuto in esilio volontario a New York, dove ha lavorato come avvocato.